# Montaillé
Montaillé é uma comuna francesa na região administrativa do País do Loire, no departamento de Sarthe. Estende-se por uma área de 30.6 km². Em 2010 a comuna tinha 535 habitantes (densidade: 17,5 hab./km²).